# Shirin Akter
Shirin Akter (in bengali: শিরিন আক্তার; Satkhira, 12 ottobre 1994) è una velocista bangladese.
È stata una dei sette atleti a rappresentare la delegazione del Bangladesh ai Giochi olimpici di Rio de Janeiro 2016.

## Record nazionali
- 100 metri piani: 11"99 ( Guwahati, 9 febbraio 2016)

## Palmarès
| Anno | Manifestazione               | Sede           | Evento      | Risultato   | Prestazione | Note |
| ---- | ---------------------------- | -------------- | ----------- | ----------- | ----------- | ---- |
| 2013 | Campionati asiatici          | Pune           | 100 m piani | Batteria    | 12"73       |      |
| 2014 | Giochi del Commonwealth      | Glasgow        | 100 m piani | Batteria    | 12"87       |      |
| 2014 | Giochi del Commonwealth      | Glasgow        | 200 m piani | Batteria    | 26"41       |      |
| 2015 | Campionati asiatici          | Wuhan          | 100 m piani | Batteria    | 12"99       |      |
| 2015 | Campionati asiatici          | Wuhan          | 200 m piani | Batteria    | 26"78       |      |
| 2016 | Giochi dell'Asia meridionale | Guwahati       | 100 m piani | 6ª          | 12"43       |      |
| 2016 | Giochi dell'Asia meridionale | Guwahati       | 4×100 m     | Bronzo      | 47"44       |      |
| 2016 | Giochi olimpici              | Rio de Janeiro | 100 m piani | Preliminare | 12"99       |      |
| 2018 | Giochi del Commonwealth      | Gold Coast     | 100 m piani | Batteria    | 12"72       |      |
| 2018 | Giochi del Commonwealth      | Gold Coast     | 200 m piani | Batteria    | 26"17       |      |
| 2019 | Campionati asiatici          | Doha           | 100 m piani | Batteria    | 12"72       |      |
| 2019 | Universiadi                  | Napoli         | 100 m piani | Batteria    | 12"45       |      |
| 2019 | Universiadi                  | Napoli         | 200 m piani | Batteria    | 25"45       |      |
| 2023 | Asiatici indoor              | Astana         | 60 m piani  | Batteria    | 7"93        |      |